# Liste der Biografien/Bere
Liste der Biografien |
Portal Biografien |
Personensuche
# |
A |
B |
C |
D |
E |
F |
G |
H |
I |
J |
K |
L |
M |
N |
O |
P |
Q |
R |
S |
T |
U |
V |
W |
X |
Y |
Z |
?
 
Ba |
Be |
Bd |
Bg |
Bh |
Bi |
Bj |
Bl |
Bm |
Bn |
Bo |
Br |
Bs |
Bu |
Bw |
By |
Bz
 
Bea–Beb |
Bec |
Bed |
Bee |
Bef |
Beg |
Beh |
Bei |
Bej |
Bek |
Bel |
Bem |
Ben |
Beo |
Bep |
Beq |
Ber |
Bes |
Bet |
Beu |
Bev |
Bew |
Bex |
Bey |
Bez
 
Bera |
Berb |
Berc |
Berd |
Bere |
Berf |
Berg |
Berh |
Beri |
Berj |
Berk |
Berl |
Berm |
Bern |
Bero |
Berq |
Berr |
Bers |
Bert |
Beru |
Berv |
Berw |
Berx |
Bery |
Berz
Die Liste der Biografien führt alle Personen auf, die in der deutschsprachigen Wikipedia einen Artikel haben. Dieses ist eine Teilliste mit 346 Einträgen von Personen, deren Namen mit den Buchstaben „Bere“ beginnt.

## Bere
- Bere, Heinrich († 1434), Ratsherr und Bürgermeister in Lüneburg
- Bere, Johann († 1457), Ratsherr der Hansestadt Lübeck
- Bere, Johann († 1451), deutscher Kaufmann, Politiker und Bürgermeister der Hansestadt Lübeck
- Bere, Johann († 1508), Ratsherr der Hansestadt Lübeck
- Bere, Ludeke († 1488), Ratsherr in Lübeck
- Bere, Maternus, Milizenführer in Osttimor, Kriegsverbrecher
- Béré, Paul (* 1966), burkinischer Jesuit
- Bere, Rennie Montague (1907–1991), britischer Bergsteiger, Naturforscher und Naturschützer

### Bereb
- Berebichez, Deborah (* 1972), mexikanische Physikerin, Datenwissenschaftlerin und TV-Moderatorin

### Berec
- Berechet, Nicolae (1915–1936), rumänischer Boxer
- Berechja, Amoräer
- Berechja ben Natronai ha-Nakdan, jüdischer Fabeldichter
- Berecoechea, Nahia (* 2004), französische Tennisspielerin
- Berecz, Anna (* 1988), ungarische alpine Skirennfahrerin
- Berecz, Frigyes (1933–2005), ungarischer kommunistischer Politiker und Wirtschaftsmanager
- Berecz, János (1930–2022), ungarischer kommunistischer Politiker, Mitglied des Parlaments
- Berecz, Mihály (* 1997), ungarischer Pianist
- Berecz, Zsombor (* 1986), ungarischer Segler
- Bereczki, Brigitta (* 1966), ungarische Biathletin
- Bereczki, Máté (1824–1895), ungarischer Pomologe
- Bereczky, Andreas (* 1953), ungarisch-deutscher Medienmanager und Ingenieur

### Bereg
- Beregan, Nicolò (1627–1713), italienischer Rechtsanwalt, Dichter und Librettist
- Beregfy, Károly (1888–1946), ungarischer General, Politiker und KriegsverbrecherKároly Beregfy (1888–1946)

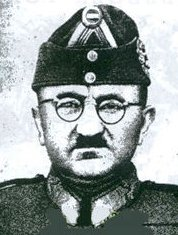
Károly Beregfy (1888–1946)

- Beregi, Dóra (1915–2011), ungarische und englische Tischtennisspielerin
- Beregi, Oscar junior (1918–1976), US-amerikanisch-ungarischer Schauspieler
- Beregi, Oskar (1876–1965), ungarischer Schauspieler der Stummfilmzeit
- Bereglasow, Alexei Alexejewitsch (* 1994), russischer Eishockeyspieler
- Bérégovoy, Pierre (1925–1993), französischer Politiker, Mitglied der Nationalversammlung
- Beregowoi, Georgi Timofejewitsch (1921–1995), sowjetischer Kosmonaut

### Bereh
- Berehowsky, Drake (* 1972), kanadischer Eishockeyspieler, -trainer und -funktionär

### Berei
- Bereis, Rudolf (1903–1966), deutschsprachiger Mathematiker und Hochschullehrer
- Bereisch, Mordechai J. (1895–1976), Rabbiner
- Bereit, Johann († 1472), deutscher Stadtschreiber, Gutsbesitzer, Händler, Ratsherr, Chronist und Bürgermeister im Ausklang des Mittelalters in Görlitz

### Berej
- Berejiklian, Gladys (* 1970), australische Politikerin

### Berek
- Berek, Max (1886–1949), deutscher Mineraloge und Optiker
- Berek, Peter (* 1968), deutscher Kommunalpolitiker (CSU)
- Bereket, Adem (* 1973), russischer bzw. türkischer Ringer
- Bereket, Beste (* 1982), türkische Schauspielerin
- Bereketis, Petros (1680–1715), griechisch-orthodoxer Kirchenmusiker
- Bereknyei, Imre (* 1955), ungarischer Badmintonspieler
- Berekoven, Ludwig (1927–2023), deutscher Wirtschaftswissenschaftler

### Berel
- Berelc, Paris (* 1998), US-amerikanische Schauspielerin, Turnerin und Model
- Berelowitsch, Alexander (* 1967), ukrainischer Schachspieler
- Berelson, Bernard R. (1912–1979), US-amerikanischer Meinungsforscher, Bibliotheks-, Kommunikations- und Sozialwissenschaftler

### Berem
- Beremauro, Godfrey (* 1962), simbabwischer Politiker
- Bereményi, Géza (* 1946), ungarischer Schriftsteller, Filmregisseur und Drehbuchautor

### Beren
- Berenbach, Eduard (1885–1962), deutscher katholischer Geistlicher
- Berenbau, Clarita (1980–2013), uruguayische Journalistin, Radiomoderatorin und Schauspielerin
- Berenbaum, May (* 1953), US-amerikanische Entomologin
- Berenbaum, Michael (* 1945), US-amerikanischer Gelehrter, Professor, Rabbi, Schriftsteller und Filmemacher
- Berenbeck, Marc (* 1976), deutscher Rollhockeytrainer
- Berenberg, Eberhard (1776–1844), deutscher Buchdrucker und Verleger, Inhaber der Berenbergschen Buchdruckerei
- Berenberg, Elisabeth (1749–1822), deutsche Bankierin in Hamburg
- Berenberg, Hans (1561–1626), niederländischer Kaufmann und Gründer der Berenberg Bank
- Berenberg, Johann (1674–1749), deutscher Kaufmann und Genealoge
- Berenberg, Johann (1718–1772), Hamburger Kaufmann, Kunstsammler und Mäzen
- Berenberg, Rudolf (1680–1746), deutscher Kaufmann, Präses der Hamburger Handelskammer und Hamburger Senator
- Berenberg-Consbruch, Hans-Joachim von (* 1940), deutscher Bankier und Mäzen in Hamburg
- Berenberg-Gossler, Cornelius Freiherr von (1874–1953), deutscher Bankier
- Berenberg-Gossler, Heinrich Freiherr von (1909–1997), deutscher Bankier
- Berenberg-Goßler, Herbert von (1883–1918), deutscher Anatom
- Berenberg-Gossler, Johann von (1839–1913), deutscher Bankier
- Berenberg-Gossler, John von (1866–1943), deutscher Politiker, MdHB, Senator, deutscher Botschafter in Rom, Bankier
- Berenblum, Isaac (1903–2000), israelischer Mediziner und Krebsforscher
- Berenbrinker, Hubert (* 1950), deutscher römisch-katholischer Geistlicher und Weihbischof im Erzbistum Paderborn
- Berend, Alice (1875–1938), deutsche SchriftstellerinAlice Berend (1875–1938)

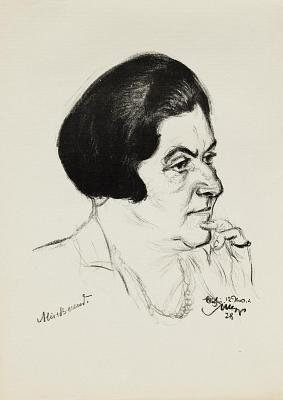
Alice Berend (1875–1938)

- Berend, Béla (1911–1984), ungarisch-amerikanischer Rabbiner im Zweiten Weltkrieg
- Berend, Ben (* 1995), US-amerikanischer Nordischer Kombinierer
- Berend, Bernhard Samuel (1801–1864), deutscher Bankier und Unternehmer
- Berend, Eduard (1883–1973), deutscher Germanist
- Berend, Fritz (1889–1955), deutscher, später englischer Dirigent, Theater- und Musikdirektor sowie Kapellmeister, Komponist und Musikwissenschaftler
- Berend, Gudrun (1955–2011), deutsche Leichtathletin
- Berend, Heimann Wolff (1809–1873), deutscher Chirurg und Orthopäde
- Berend, Iván T. (* 1930), ungarischer Historiker
- Berend, Julius (1820–1904), deutscher Balletttänzer, Kinderdarsteller, Opernsänger (Tenor) und Theaterschauspieler
- Berend, Levin Bacher (1773–1839), deutscher Bankier
- Berend, Patrik (* 1970), deutscher Ökonom und Hochschullehrer
- Berend, Rolf (* 1943), deutscher Politiker (CDU), MdV, MdEP
- Berend, Samuel Bacher (1772–1828), deutscher Bankier
- Berend-Corinth, Charlotte (1880–1967), deutsche Künstlerin der Berliner Secession und Ehefrau des Malers Lovis CorinthCharlotte Berend-Corinth (1880–1967)

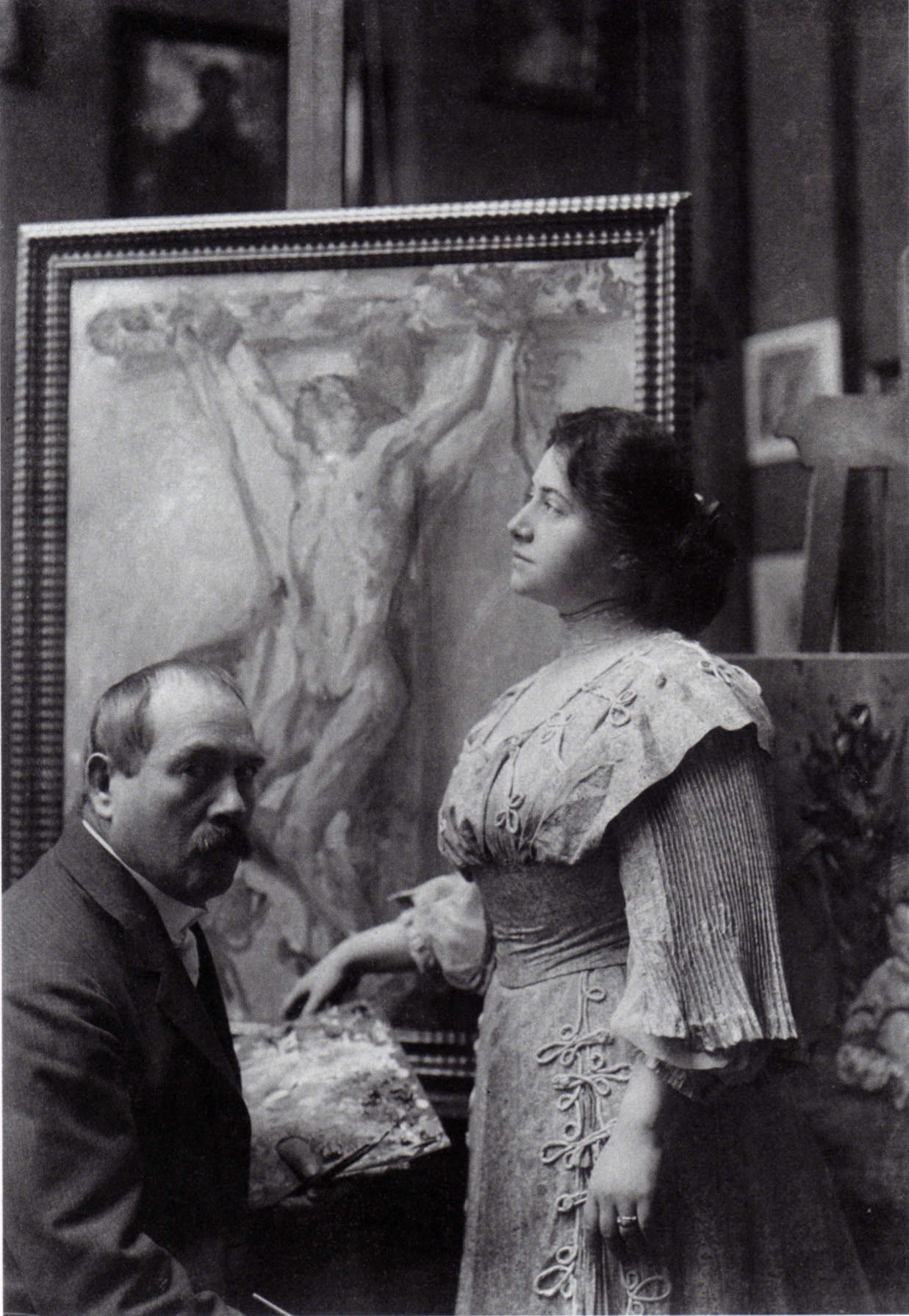
Charlotte Berend-Corinth (1880–1967)

- Berenda, Willibald (* 1955), österreichischer Polizist
- Berendes, Adolf (1848–1932), deutscher Reichsgerichtsrat
- Berendes, Hans (* 1897), deutscher nationalsozialistischer Sportfunktionär
- Berendes, Julius (1837–1914), deutscher Apotheker und Pharmaziehistoriker
- Berendes, Julius (1907–2001), deutscher HNO-Arzt und Hochschullehrer
- Berendonck, Gerd (1924–2020), deutscher Diplomat
- Berendonk, Brigitte (* 1942), deutsche Kugelstoßerin und Diskuswerferin
- Berendonk, Tim (* 1981), deutscher Journalist und arbeitet als Moderator, Reporter und Autor
- Berends, Carl August Wilhelm (1759–1826), deutscher Mediziner, Leiter der Charité
- Berends, Ellen (* 1955), niederländische Diplomatin
- Berends, Ernst (1901–1975), deutscher Journalist
- Berends, Johannes Hermannus (1868–1941), niederländischer altkatholischer Bischof
- Berends, John (* 1956), niederländischer Politiker
- Berends, Julius (1817–1891), deutsch-amerikanischer demokratischer Politiker und politischer Publizist
- Berends, Klaus (* 1958), deutscher Maler, Bildhauer und Konzeptkünstler
- Berends, Wolfgang (* 1966), deutscher Schriftsteller und Übersetzer
- Berendsdorf, Marianne (* 1937), deutsche SchauspielerinMarianne Berendsdorf (* 1937)

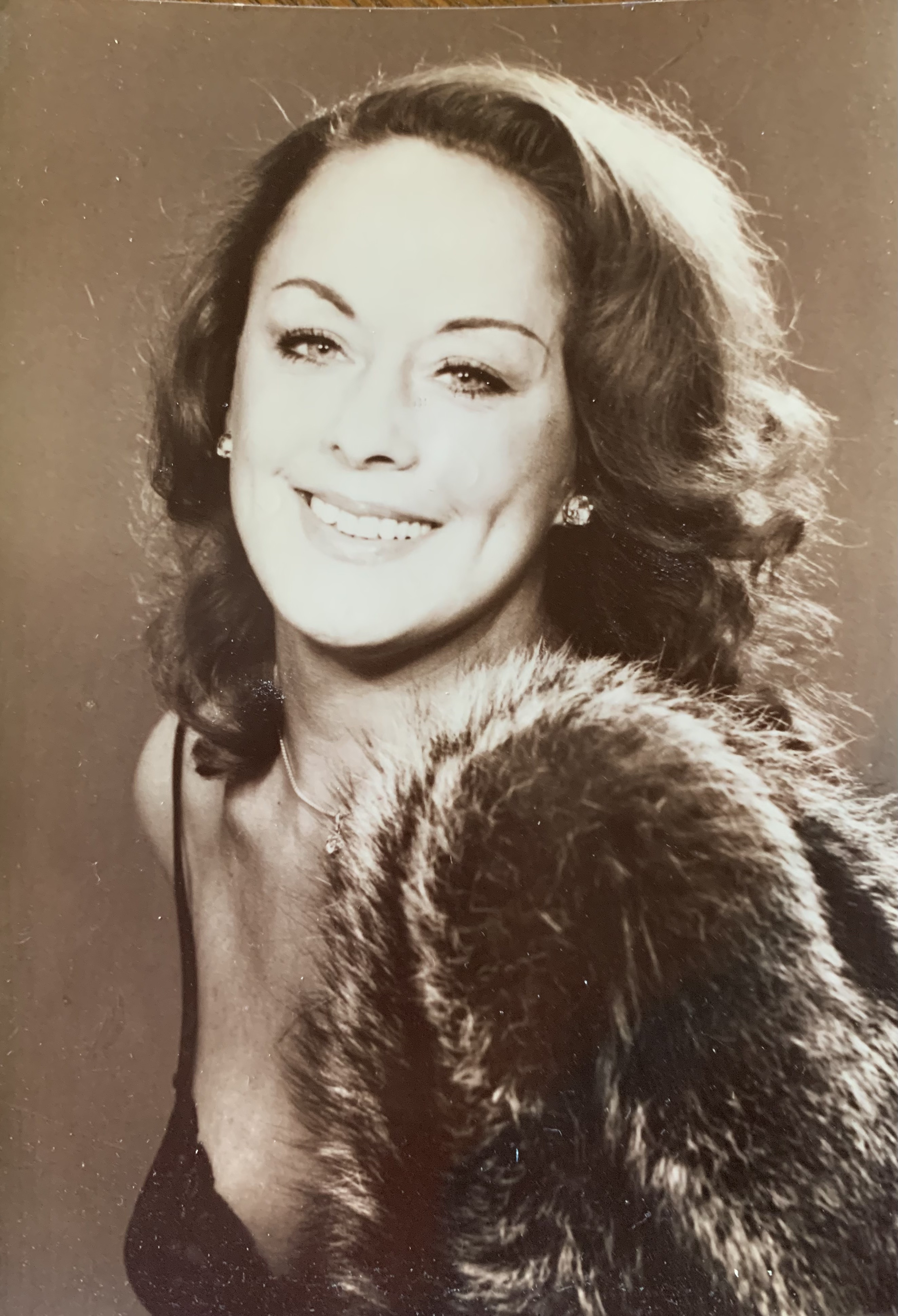
Marianne Berendsdorf (* 1937)

- Berendse, Yves (* 1993), niederländischer Sänger
- Berendsen, Daniel, US-amerikanischer Fernsehproduzent und Drehbuchautor
- Berendsen, Fritz (1904–1974), deutscher Offizier, leitender Angestellter und Politiker (CDU), MdB
- Berendsen, Tom, niederländischer Politiker des Christlich-Demokratischen Appells (CDA), MdEP
- Berendsohn, Doc (1889–1952), US-amerikanischer Jazz-Klarinettist und Kornettist des frühen Jazz
- Berendsohn, Walter A. (1884–1984), deutscher Germanist, Skandinavist, Exilforscher
- Berendt, Bettina, deutsche Informatikerin und Hochschullehrerin
- Berendt, Carl Hermann (1817–1878), deutscher Arzt, Politiker und Mayaforscher
- Berendt, Ernst (1878–1942), evangelischer Theologe und Mitglied der Bekennenden Kirche
- Berendt, Frank (* 1964), deutscher Maler und Videokünstler
- Berendt, Georg Carl (1790–1850), deutscher Arzt und Naturforscher
- Berendt, Gerd (* 1915), deutscher Schriftsteller und Journalist
- Berendt, Gottlieb (1836–1920), deutscher Geologe
- Berendt, Heinz (1911–1996), deutsch-israelischer Zahnarzt und Parapsychologe
- Berendt, Joachim-Ernst (1922–2000), deutscher Musikjournalist und -kritiker, Festivalgründer und -leiter, Jazz-Musikproduzent
- Berendt, John (* 1939), US-amerikanischer Schriftsteller und Journalist
- Berendt, Moritz (1805–1888), deutscher Porträt- und Historienmaler
- Berendt, Nathanael (1756–1838), deutscher Mediziner und Naturforscher
- Berendt, Richard von (1833–1900), preußischer Generalmajor
- Berendt, Richard von (1865–1953), deutscher General der Artillerie
- Berendt, Ulrike (* 1960), deutsche Sozialwissenschaftlerin
- Berendt, Walter (1878–1978), deutscher Konteradmiral (Ing.) der Kriegsmarine
- Berenett, Lars-Erik (1942–2017), schwedischer Schauspieler
- Berengar, Graf vom Lommegau und Maifeld
- Berengar, Bischof von Verdun
- Berengar († 1276), Zisterzienserabt
- Berengar, Graf in Hessen und Gaugraf im sächsischen Hessengau
- Berengar de Landoria († 1330), französischer römisch-katholischer Theologe, Kirchenpolitiker, Generalmagister des Dominikanerordens und Erzbischof
- Berengar I., Graf von Lohra
- Berengar I. († 924), italienischer König (888–889, 896–901, 905–924); römischer Kaiser (915–924)
- Berengar I. von Sulzbach († 1125), deutscher Adliger und Klosterstifter
- Berengar II. († 966), italienischer KönigBerengar II. († 966)

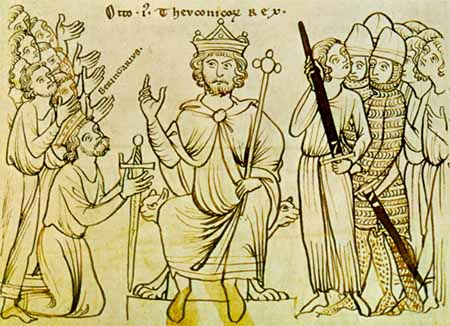
Berengar II. († 966)

- Berengar Raimund I. († 1035), Graf von Barcelona, Girona und von Ausona
- Berengar Raimund I. (1115–1144), Graf der Provence
- Berengar Raimund II. († 1097), Graf von Barcelona
- Berengar von Barcelona († 1212), Abt von Montearagón, Bischof von Lleida, Erzbischof von Narbonne
- Berengar von Bayeux, Herr von Bayeux
- Berengar von Passau († 1045), katholischer Geistlicher, Bischof von Passau
- Berengar von Poitiers, Verfasser einer satirischen Streitschrift gegen Bernhard von Clairvaux
- Berengar von Toulouse († 835), Graf von Toulouse, Herzog von Septimanien und Graf von Barcelona
- Berengar von Tours († 1088), Dialektiker der Vorscholastik
- Berengar von Vornbach († 1108), Benediktiner und Abt des Klosters Vornbach
- Berengaria von León (1204–1237), Kaiserin von Konstantinopel
- Berengaria von Navarra († 1230), durch Heirat Königin von England
- Berengaria von Portugal († 1221), Königin von Dänemark
- Berengario da Carpi († 1530), italienischer Anatom
- Berengaudus, Benediktiner und Verfasser eines Apokalypsenkommentars
- Bérenger, Henry (1867–1952), französischer Botschafter
- Bérenger, Paul (* 1945), mauritischer Politiker, Premierminister von Mauritius
- Bérenger, René (1830–1915), französischer Politiker
- Berenger, Tom (* 1949), US-amerikanischer SchauspielerTom Berenger (* 1949)

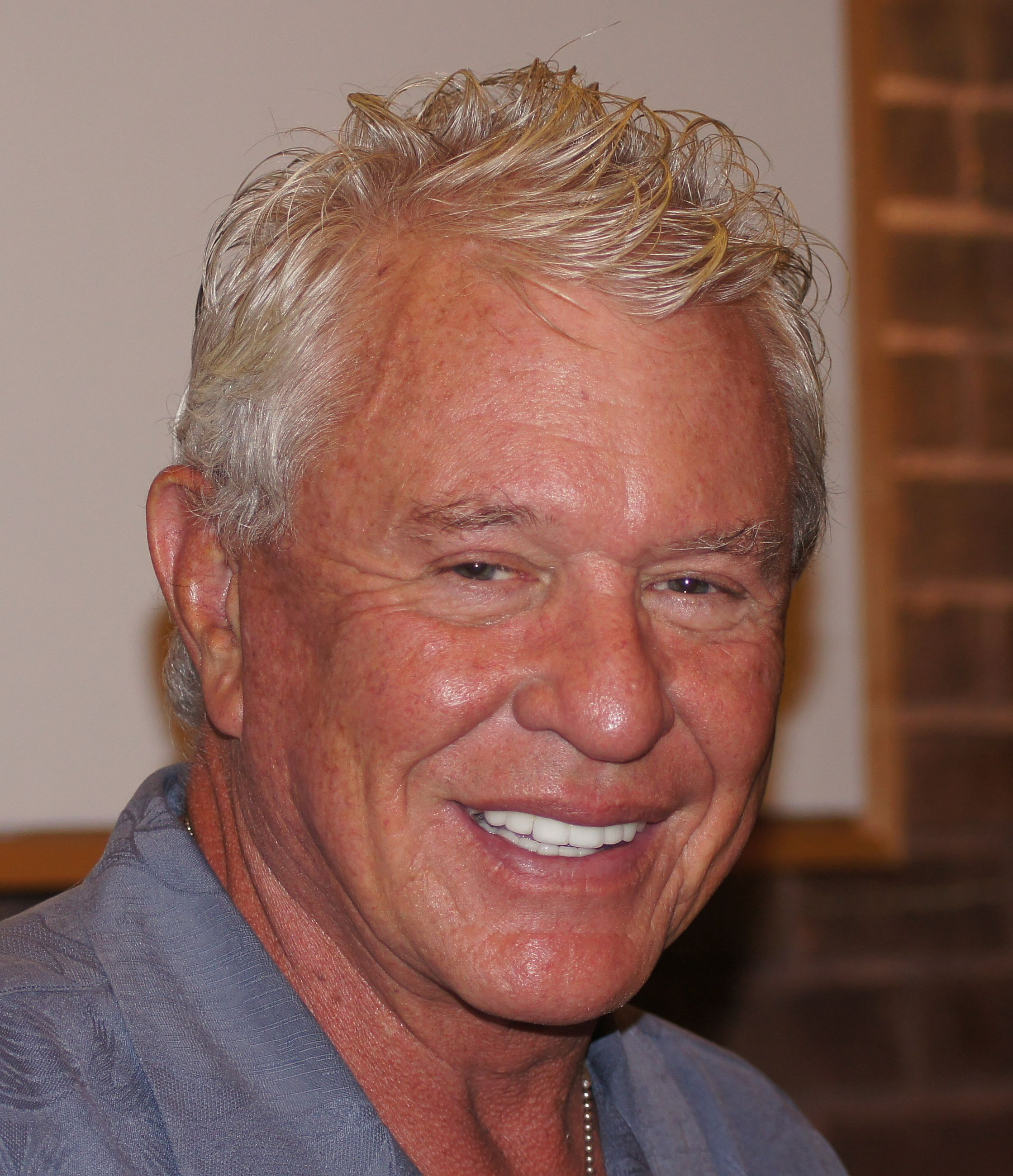
Tom Berenger (* 1949)

- Berengo Gardin, Gianni (1930–2025), italienischer Fotograf
- Berengo, Adriano (* 1947), italienischer Unternehmer und Glaskünstler
- Berengo, Marino (1928–2000), italienischer Historiker
- Berenguela von Barcelona (1108–1149), Gattin des Königs Alfons VII. von Kastilien-León
- Berenguela von Kastilien (1180–1246), Königin von KastilienBerenguela von Kastilien (1180–1246)

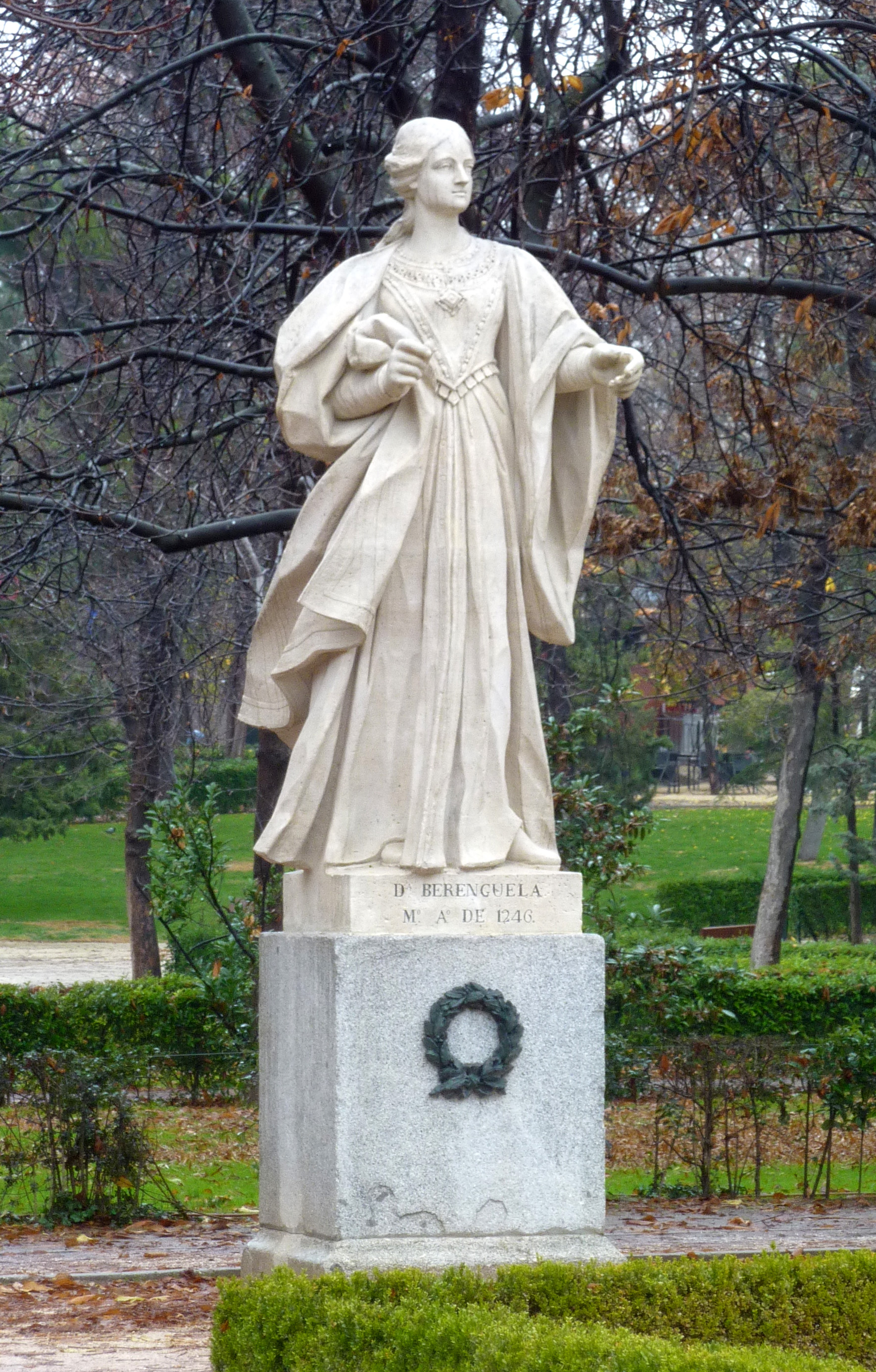
Berenguela von Kastilien (1180–1246)

- Berenguer d’Anglesola († 1408), Bischof von Girona
- Berenguer de Cruïlles († 1362), Bischof von Girona
- Berenguer de Marquina, Félix († 1826), spanischer Kolonialverwalter
- Berenguer Fusté, Dámaso (1873–1953), Ministerpräsident von Spanien und Generalleutnant
- Berenguer i Mestres, Francesc (1866–1914), katalanischer Architekt
- Berenguer Prado, Jackson (1918–2005), brasilianischer Geistlicher, römisch-katholischer Bischof von Paulo Afonso
- Berenguer, Álex (* 1995), spanischer Fußballspieler
- Berenguer, Amanda (1921–2010), uruguayische Lyrikerin und Schriftstellerin
- Berenguer, Carmen (1946–2024), chilenische Dichterin
- Berenguer, Manuel (1913–1999), spanischer Kameramann
- Berenguer, Pascal (* 1981), französischer Fußballspieler
- Bérenguier, Jean-Louis (* 1958), französischer Fußballspieler und -trainer
- Berenhorst, Adolf von (1820–1903), preußischer Generalmajor, herzoglich anhaltinischer Oberstallmeister und Kammerherr sowie Ehrenritter des Johanniterordens
- Berenhorst, Georg Heinrich von (1733–1814), deutscher Militärschriftsteller
- Berenhorst, Johann Georg von (1794–1852), anhaltischer Intendant
- Berenhorst, Leopold von (1826–1907), Mitglied der herzoglich-anhaltinischen Hofkammer, Kammerherr und Hofmarschall
- Bérénice (* 1984), französische Sängerin
- Berenike, Verlobte des pergamenischen Königs Attalos III.
- Berenike, Tochter der Salome
- Berenike (* 28), Prinzessin von Judäa, Königin von Chalkis
- Berenike die Jüngere, ägyptische Königin
- Berenike I., Mutter des Königs Magas von Kyrene
- Berenike II. († 221 v. Chr.), Tochter von König Magas von KyreneBerenike II. († 221 v. Chr.)

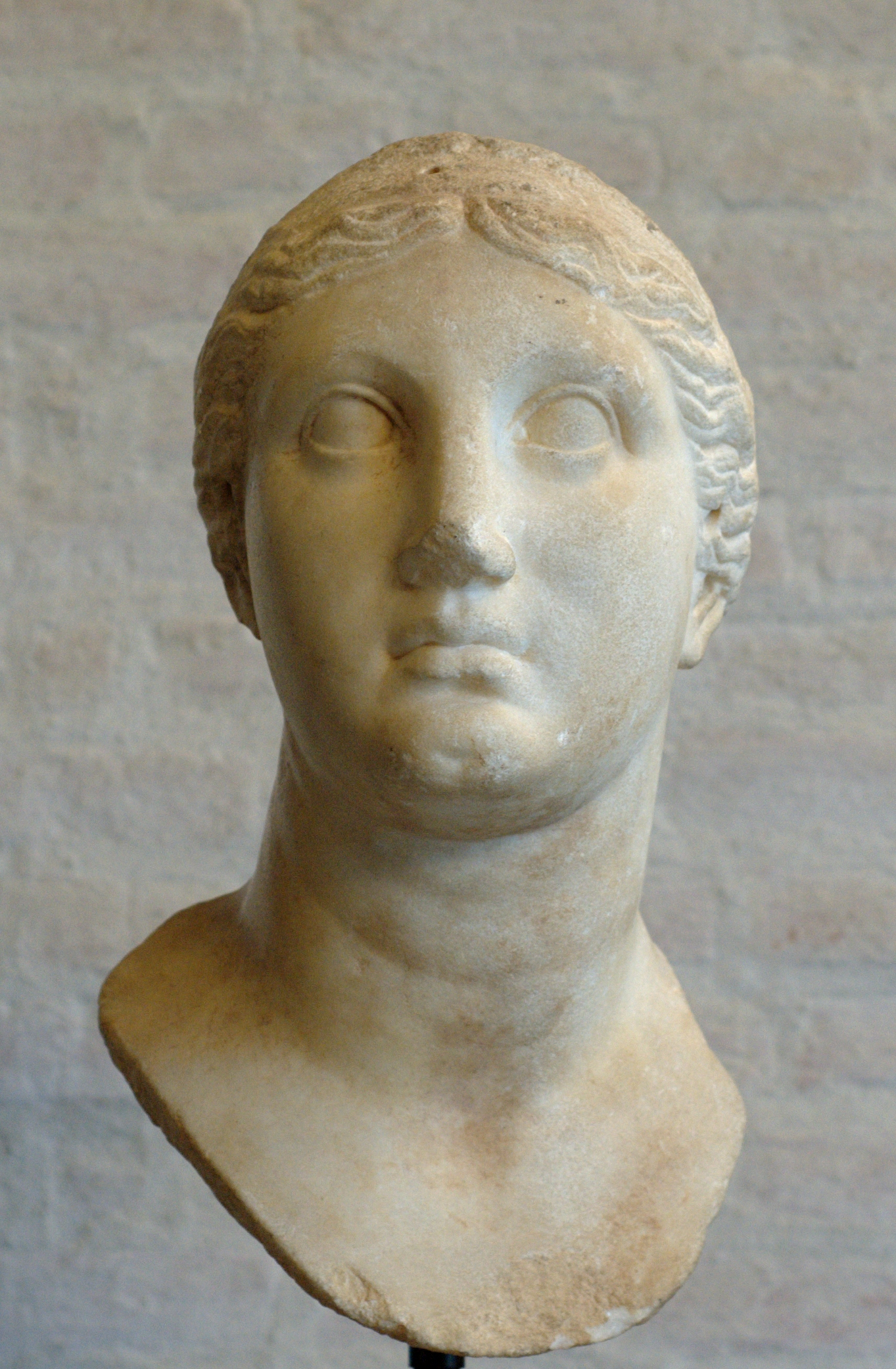
Berenike II. († 221 v. Chr.)

- Berenike IV. († 55 v. Chr.), Herrscherin über Ägypten
- Berenike von Chios († 71 v. Chr.), Gemahlin des Mithridates VI. von Pontos
- Berens, Bettina (* 1973), deutsche Fußballspielerin
- Berens, Caspar (1836–1912), deutscher katholischer Geistlicher, Schriftsteller
- Berens, Hermann (1826–1880), deutscher Komponist und Klavierspieler
- Berens, Hubert (1936–2015), deutscher Mathematiker
- Berens, Jewgeni Andrejewitsch (1876–1928), russischer Admiral, Kommandeur der sowjetischen Marine (1919–1920)
- Berens, Johann Christoph (1729–1792), Handelsunternehmer, Ratsherr und Aufklärer
- Berens, Michael (* 1946), deutscher Kunsthistoriker und Denkmalpfleger
- Berens, Michail Andrejewitsch (1879–1943), russischer Admiral
- Berens, Norbert (* 1948), luxemburgischer Bildungsexperte
- Berens, Reinhold (1745–1823), deutsch-baltischer Arzt und Schriftsteller
- Berens, Ricky (* 1988), US-amerikanischer Schwimmer
- Berens, Roland (* 1949), deutscher Bluesmusiker und Songschreiber
- Berens, Vivi (* 1961), dänische Schauspielerin in pornografischen Filmen sowie ErotikmodellVivi Berens (* 1961)

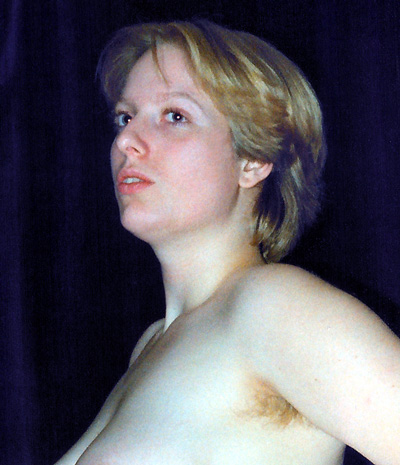
Vivi Berens (* 1961)

- Berens, Wolfgang (* 1951), deutscher Wirtschaftswissenschaftler und Hochschullehrer
- Berens-Totenohl, Josefa (1891–1969), deutsche Schriftstellerin und Malerin
- Berensmann, Mathilde (1851–1926), deutsche Schriftstellerin
- Berensmeyer, Ingo (* 1972), deutscher Anglist
- Berenson, Alex (* 1973), US-amerikanischer Schriftsteller
- Berenson, Bernard (1865–1959), US-amerikanischer Kunsthistoriker
- Berenson, Berry (1948–2001), amerikanische Schauspielerin, Model, Fotografin
- Berenson, Marisa (* 1947), US-amerikanische Schauspielerin und ehemaliges ModelMarisa Berenson (* 1947)

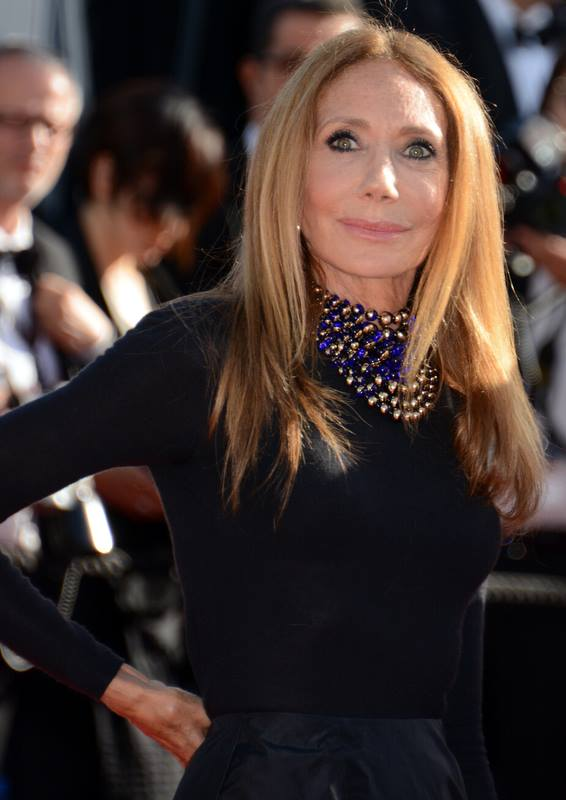
Marisa Berenson (* 1947)

- Berenson, Red (* 1939), kanadischer Eishockeyspieler und -trainer
- Berenstadt, Gaetano (* 1687), deutschstämmiger Altkastrat
- Berenstein, Leonid, ukrainisch-israelischer Handballspieler
- Berenstein-Wavre, Jacqueline (1921–2021), Schweizer Lehrerin, Grossrätin und Frauenrechtlerin
- Berensztajn, Jacek (* 1973), polnischer Fußballspieler und -trainer
- Berent, Eberhard (1924–2013), deutsch-amerikanischer Germanist und Professor der New York University
- Berent, Hella (* 1948), deutsche bildende Künstlerin
- Berent, Margarete (1887–1965), erste Rechtsanwältin Preußens
- Berent, Wacław (1873–1940), polnischer Schriftsteller
- Berentsen, Aleksander (* 1962), Schweizer Ökonom
- Berentz, Christian (1658–1722), deutscher Maler des Hochbarocks
- Berentzen, Detlef (1952–2019), deutscher Schriftsteller und Journalist
- Berentzen, Friedrich (1928–2009), deutscher Spirituosenfabrikant
- Berentzen, Hans (1927–2005), deutscher Spirituosenfabrikant
- Berentzen, Johannes (1872–1942), deutscher Unternehmer und Politiker (Zentrum)
- Berentzen, Maike (* 1997), deutsche Fußballspielerin
- Berény, Róbert (1887–1953), ungarischer MalerRóbert Berény (1887–1953)

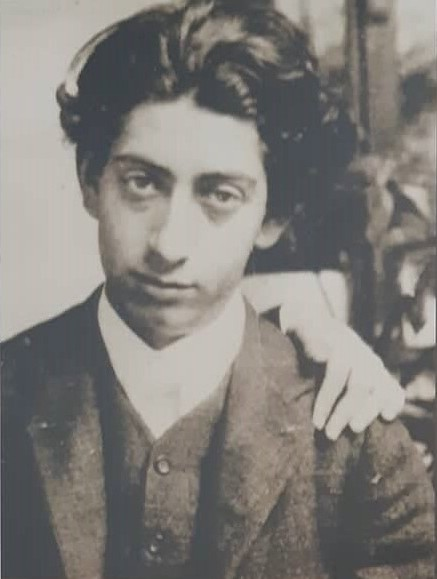
Róbert Berény (1887–1953)

- Berényi, Dénes (1928–2012), ungarischer Atomphysiker
- Berenz, Adam (1898–1968), römisch-katholischer Geistlicher und Widerstandsaktivist in der Batschka während der Zeit des Nationalsozialismus
- Berenz, Emil (1833–1907), deutscher Reeder, Kaufmann und Ehrenbürger der Stadt Danzig
- Berenz, Johannes (* 1965), deutscher Schauspieler und Synchronsprecher
- Berenzweig, Andrew (* 1977), US-amerikanischer Eishockeyspieler

### Berer
- Bererwe, Anne Cheptanui (* 1982), kenianische Marathonläuferin

### Beres
- Bereș, Amalia (* 1997), rumänische Ruderin
- Béres, Bence (* 1992), ungarischer Shorttracker
- Béres, Ernő (1928–2023), ungarischer Mittel- und Langstreckenläufer
- Bereș, Mădălina (* 1993), rumänische Ruderin
- Beres, Mike (* 1973), kanadischer Badmintonspieler
- Berès, Pervenche (* 1957), französische Politikerin, MdEP
- Bereś, Stanisław (* 1950), polnischer Literaturkritiker, Literaturhistoriker und Lyriker
- Béres, Zoltán (* 1968), ungarischer Boxer
- Beresch, Oleksandr (1977–2004), ukrainischer Turner
- Bereschko, Juri Wiktorowitsch (* 1984), russischer Volleyballspieler
- Bereschkow, Walentin Michailowitsch (1916–1998), sowjetischer Dolmetscher, Diplomat und Journalist
- Bereschna, Alina (* 1991), ukrainische Ringerin
- Bereschna, Laryssa (* 1961), ukrainische Weitspringerin
- Bereschnaja, Jelena Wiktorowna (* 1977), russische Eiskunstläuferin
- Bereschnoi, Ilja Awtonomowitsch († 1839), russischer Polarforscher
- Bereschnyj, Oleh (* 1984), ukrainischer Biathlet
- Beresford, Bruce (* 1940), australischer Filmregisseur, Autor, Produzent und SchauspielerBruce Beresford (* 1940)

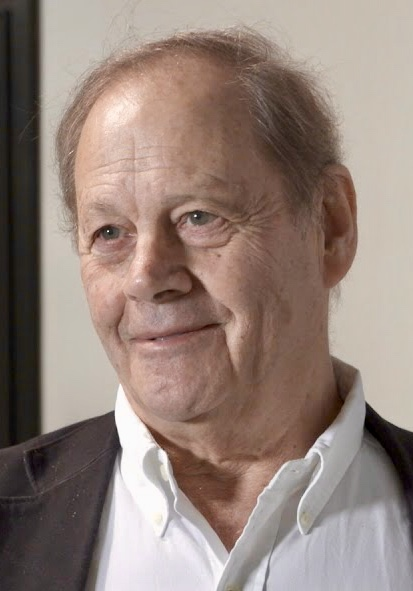
Bruce Beresford (* 1940)

- Beresford, Charles, 1. Baron Beresford (1846–1919), britischer Admiral und Politiker
- Beresford, Conor, britischer Pokerspieler
- Beresford, Elisabeth (1926–2010), britische Kinderbuchautorin
- Beresford, Elizabeth, Baroness Decies (1868–1944), US-amerikanische Schriftstellerin und High Society-Lady
- Beresford, George Charles (1864–1938), irischer viktorianischer Studiofotograf
- Beresford, Harry (1863–1944), britischer Schauspieler und Autor
- Beresford, Hugh (1925–2020), britischer Opernsänger
- Beresford, J. D. (1873–1947), britischer Science-Fiction-Autor
- Beresford, Jack (1899–1977), britischer Ruderer und Olympiasieger
- Beresford, James (* 2002), thailändisch-englischer Fußballspieler
- Beresford, John (* 1966), englischer Fußballspieler
- Beresford, John, 8. Marquess of Waterford (1933–2015), irisch-britischer Peer und Politiker
- Beresford, Julius (1868–1959), britischer Ruderer
- Beresford, Richard († 1803), US-amerikanischer Jurist, Offizier in der Kontinentalarmee und Politiker der Province of South Carolina
- Beresford, Steve (* 1950), britischer Jazzmusiker und Komponist
- Beresford, William, 1. Viscount Beresford (1768–1854), britischer General, portugiesischer Marschall, britischer Militärbefehlshaber in Portugal
- Beresford-Hope, Alexander (1820–1887), britischer Schriftsteller und Politiker
- Beresford-Peirse, Noel (1887–1953), britischer General
- Beresford-Wylie, Simon (* 1958), australisch-britischer Manager
- Beresin, Eva (* 1955), österreichische Künstlerin, Malerin und Innenarchitektin
- Beresin, Felix Alexandrowitsch (1931–1980), russischer Physiker und Mathematiker
- Beresin, Ilja Nikolajewitsch (1818–1896), russischer Turkologe und Orientalist
- Beresin, Maxim Michailowitsch (* 1991), russischer Eishockeyspieler
- Beresin, Sergei Jewgenjewitsch (* 1960), sowjetischer Eisschnellläufer
- Beresin, Sergei Jewgenjewitsch (1971–2024), russischer Eishockeyspieler
- Beresin, Wladimir Iljitsch (1841–1900), russischer Brückenbau-Ingenieur
- Beresinski, Wadim Lwowitsch (1935–1980), ukrainisch-sowjetischer Physiker
- Beresinski, Weniamin Sergejewitsch (1934–2023), russischer Physiker
- Bereska, Henryk (1926–2005), deutscher Übersetzer polnischer Literatur
- Bereska, Jan (1951–2024), deutscher Schauspieler, Autor und Regisseur
- Bereska, Odette (* 1960), deutsche Dramaturgin, Regisseurin und Theaterautorin
- Beresner, Lew Alexandrowitsch (* 1970), russischer Fußballspieler
- Beresnevičius, Gintaras (1961–2006), litauischer Religionswissenschaftler, Schriftsteller und Publizist
- Beresnew, Wladimir Nikolajewitsch (* 1977), russischer Biathlet
- Beresnjak, Alexander Jakowlewitsch (1912–1974), sowjetischer Raketenkonstrukteur
- Beresnjak, Jewhen (1914–2013), sowjetisch-ukrainischer Soldat und Agent zuletzt im Range eines Generalmajors
- Beresnjewa, Olha (* 1985), ukrainische Schwimmerin
- Beresnyzka, Ljudmyla (* 1957), ukrainische Kunsthistorikerin
- Berešová, Katarína (* 1987), slowakische Langstreckenläuferin
- Beresowoi, Anatoli Nikolajewitsch (1942–2014), russischer Kosmonaut
- Beresowski, Alexander Iwanowitsch (1867–1940), russischer General
- Beresowski, Boris Abramowitsch (1946–2013), russischer Unternehmer und OligarchBoris Abramowitsch Beresowski (1946–2013)

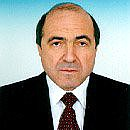
Boris Abramowitsch Beresowski (1946–2013)

- Beresowski, Boris Wadimowitsch (* 1969), russischer Pianist
- Beresowski, Maxim Sosontowitsch (1745–1777), russisch-italienischer Komponist ukrainischer Abstammung
- Beresowski, Michail Michailowitsch (1848–1912), russischer Ornithologe, Archäologe und Ethnograph
- Beresowski, Nikolai Tichonowitsch (1900–1953), russischer Komponist und Violinist
- Beresowski, Roman (* 1974), armenischer Fußballspieler
- Beresowskyj, Denys (* 1974), ukrainischer Konteradmiral und Befehlshaber der ukrainischen Marine, russischer Vizeadmiral
- Beresowskyj, Ihor (* 1990), ukrainischer Fußballspieler
- Berest, Alexei (1921–1970), sowjetischer Soldat
- Berest, Anne (* 1979), französische Regisseurin für das Theater und AutorinAnne Berest (* 1979)

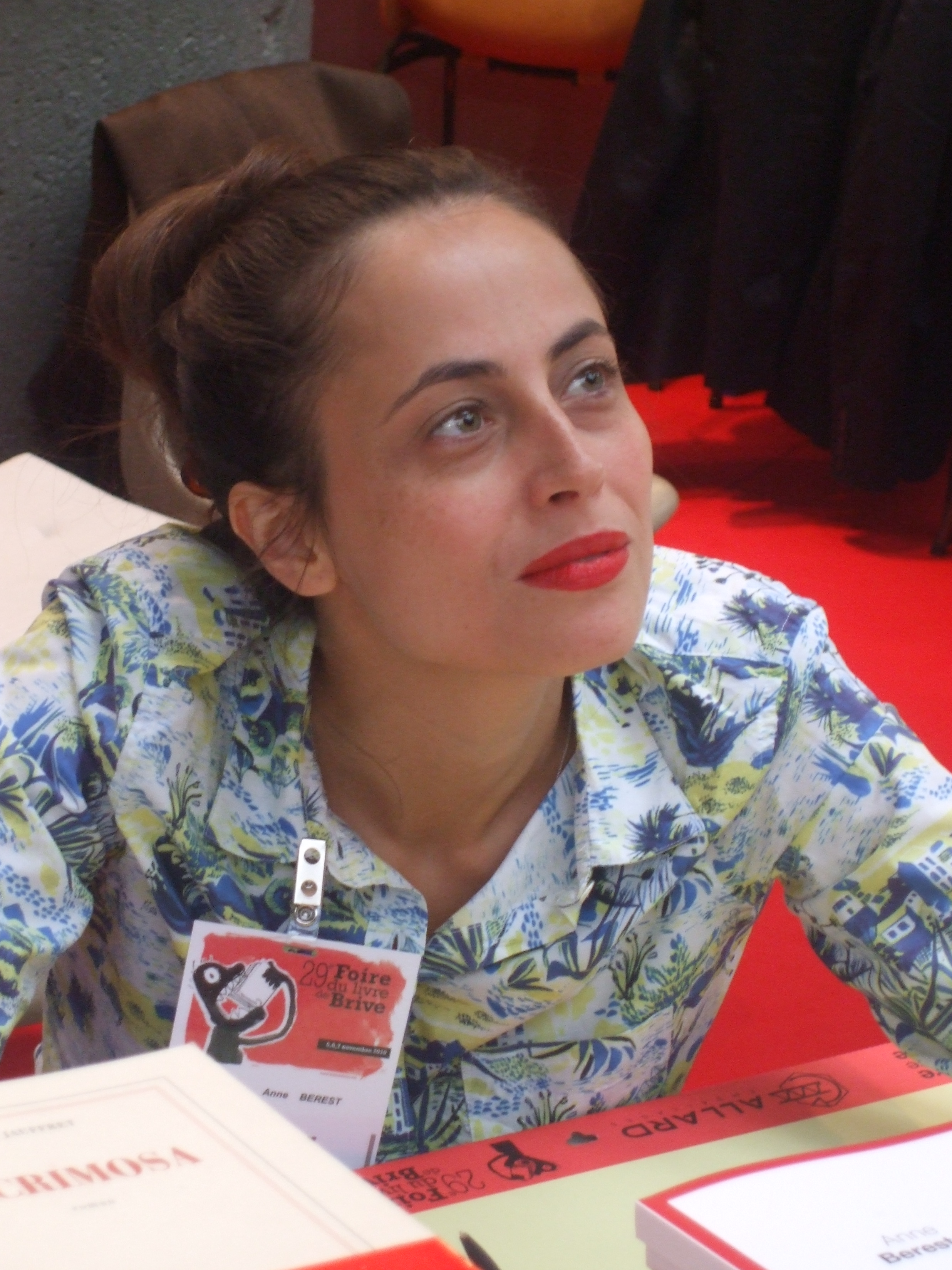
Anne Berest (* 1979)

- Berestezki, Wladimir Borissowitsch (1913–1977), russischer Physiker
- Berestow, Dmitri Wladimirowitsch (* 1980), russischer Gewichtheber
- Berestowski, Sergei (* 1986), kasachischer Freestyle-Skier
- Berestowski, Wadim (1917–1992), polnischer Filmregisseur und Drehbuchautor
- Berestycki, Henri (* 1951), französischer Mathematiker
- Beresuzkaja, Walentina Fjodorowna (1931–2019), sowjetische bzw. russische Schauspielerin
- Beresuzki, Alexei Wladimirowitsch (* 1982), russischer Fußballspieler
- Beresuzki, Wassili Wladimirowitsch (* 1982), russischer Fußballspieler
- Bereswill, Gerhard (* 1957), deutscher Polizist und Polizeipräsident in Frankfurt am Main
- Bereswill, Mechthild (* 1961), deutsche Soziologin und Hochschullehrerin
- Bereszyński, Bartosz (* 1992), polnischer Fußballspieler

### Beret
- Beret (* 1996), spanischer Popsänger
- Bereta, Georges (1946–2023), französischer Fußballspieler
- Bereta, Joe (* 1982), US-amerikanischer Komiker
- Berethelmus, Bischof von Köln
- Beretová, Pavla (* 1983), tschechische Schauspielerin
- Beretta, Alfonso (1911–1998), italienischer Ordensgeistlicher, Bischof von Warangal
- Beretta, Ambrogio (1908–1988), italienischer Radrennfahrer
- Beretta, Amilcare (1885–1959), italienischer Schwimmer und Wasserballspieler
- Beretta, Bartolomeo (* 1490), italienischer Waffenbauer
- Beretta, Clémence (* 1997), französische Leichtathletin
- Beretta, Daniel (1946–2024), französischer Komponist, Sänger, Schauspieler und Synchronsprecher
- Beretta, Duilio (* 1992), peruanischer Tennisspieler
- Beretta, Francesco († 1694), italienischer Kapellmeister und Komponist
- Beretta, Giacomo (* 1992), italienischer Fußballspieler
- Beretta, Giovanni, Schweizer Architekt der Renaissance
- Beretta, Joan (1937–1965), australische Mittelstrecken- und Crossläuferin
- Beretta, Luciano (1928–1994), italienischer Liedtexter
- Beretta, Mario (* 1959), italienischer Fußballspieler und -trainer
- Beretta, Matteo (* 1994), italienischer Automobilrennfahrer
- Beretta, Michele (* 1994), italienischer Automobilrennfahrer
- Beretta, Olivier (* 1969), monegassischer RennfahrerOlivier Beretta (* 1969)

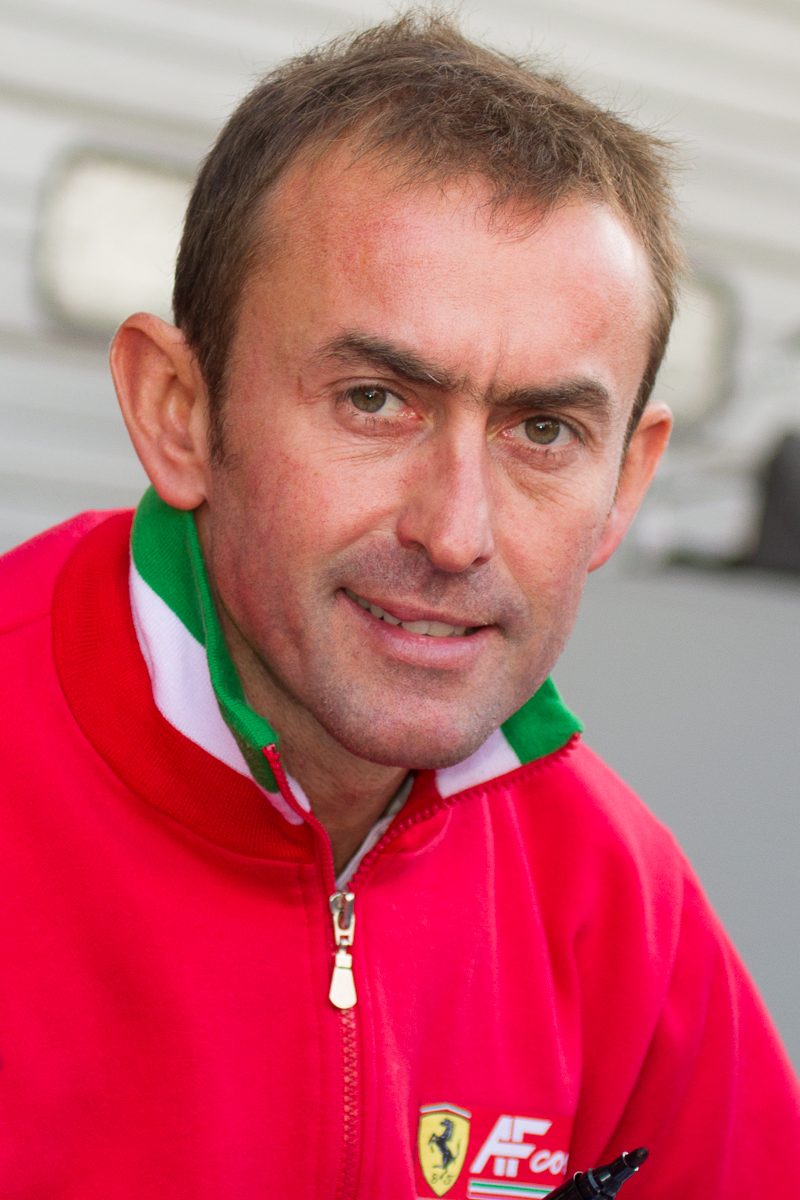
Olivier Beretta (* 1969)

- Beretta, Petrus Augustus (1805–1866), niederländischer Veduten- und Marinemaler, Aquarellist und Lithograf
- Beretta, Remo (1922–2009), Schweizer Sekundarschullehrer, Dichter und Schriftsteller
- Beretta, Sandro (1926–1960), Schweizer Journalist und Schriftsteller
- Beretta, Vinicio (1920–1972), Schweizer Journalist und Filmkritiker
- Beretti, Vincent (1781–1842), russischer und ukrainischer Architekt italienischer Abstammung

### Bereu
- Bereuter, Doug (* 1939), US-amerikanischer Politiker
- Bereuter, Elmar (* 1948), österreichischer Schriftsteller
- Bereuter, Heinz (1932–2023), österreichischer Politiker (ÖVP), Landtagsabgeordneter zum Vorarlberger Landtag
- Bereuter, Irene (* 1950), österreichische Politikerin (ÖVP), Landtagsabgeordnete
- Bereuter, Stefan (* 1985), deutscher Politiker (CDU), MdHB

### Berew
- Berewa, Solomon (1938–2020), sierra-leonischer Politiker

### Berez
- Bereza, Henryk (1926–2012), polnischer Literaturkritiker
- Berezan, Perry (* 1964), kanadischer Eishockeyspieler und -trainer
- Bereziartu, Josune (* 1972), spanische Sportkletterin
- Berezin, Evelyn (1925–2018), US-amerikanische Physikerin, Informatikerin und Unternehmerin
- Berezina, Irina (* 1965), australische Schachspielerin
- Berezko-Marggrander, Jana (* 1995), deutsche rhythmische Sportgymnastin
- Bereznai, Gyula (1921–1990), ungarischer Mathematiker
- Bereznickas, Ilja (* 1948), litauischer Künstler, Illustrator, Karikaturist und Animationsfilmer
- Bereźnicki, Mateusz (* 2001), polnischer Boxer
- Bereznyak, Shelly (* 2000), israelische Tennisspielerin
- Berezovsky, Igor (* 1971), russischer Schachspieler
- Berezowska, Maja (1898–1978), polnische Malerin, Grafikerin, Karikaturistin und Bühnenbildnerin
- Berezowski, Barbara (* 1954), kanadische Eiskunstläuferin